# Oeneis stotzneri
Oeneis stotzneri är en fjärilsart som beskrevs av Bang-haas 1939. Oeneis stotzneri ingår i släktet Oeneis och familjen praktfjärilar. Inga underarter finns listade i Catalogue of Life.